# 교회음악으로의 초대
교회음악으로의 초대는 Cpbc FM에서 방송되었던 종교 음악 전문 라디오 프로그램이다.

## 역사
2000년 10월 29일에 첫방송을 시작했으며, 원래는 일요일에만 방송되었으나, 2020년 6월 29일부터 매일 방송으로 확대되어 방송되었다가, 2021년 10월 17일 방송을 마지막으로 21년만에 폐지되었다.

## 역대 방송시간
| 방송 채널 | 방송 기간                           | 방송 시간                                                                             |
| --------- | ----------------------------------- | ------------------------------------------------------------------------------------- |
| cpbc FM   | 2000년 10월 29일 ~ 2006년 10월 22일 | 매주 일요일 아침 6:05 ~ 아침 8:00                                                     |
| cpbc FM   | 2011년 5월 1일 ~ 2014년 10월 19일   | 매주 일요일 아침 6:05 ~ 아침 8:00                                                     |
| cpbc FM   | 2006년 10월 29일 ~ 2007년 4월 15일  | 1·2부 : 매주 일요일 아침 6:05 ~ 아침 8:00 3·4부 : 매주 일요일 오후 2:05 ~ 오후 4:00   |
| cpbc FM   | 2008년 10월 26일 ~ 2011년 4월 24일  | 1·2부 : 매주 일요일 아침 6:05 ~ 아침 8:00 3·4부 : 매주 일요일 오후 2:05 ~ 오후 4:00   |
| cpbc FM   | 2007년 4월 22일 ~ 2008년 10월 19일  | 1·2부 : 매주 일요일 아침 6:05 ~ 아침 7:50, 3·4부 : 매주 일요일 오후 2:05 ~ 오후 4:00  |
| cpbc FM   | 2014년 10월 26일 ~ 2015년 10월 18일 | 매주 일요일 오전 9:05 ~ 오전 11:00                                                    |
| cpbc FM   | 2015년 10월 25일 ~ 2016년 11월 27일 | 매주 일요일 오전 9:05 ~ 오전 11:00 (생방송), 매주 일요일 밤 10:00 ~ 밤 12:00 (재방송) |
| cpbc FM   | 2016년 12월 4일 ~ 2018년 12월 2일   | 매주 일요일 오전 9:00 ~ 오전 11:00 (생방송), 매주 일요일 밤 10:00 ~ 밤 12:00 (재방송) |
| cpbc FM   | 2018년 12월 9일 ~ 2019년 12월 1일   | 매주 일요일 오후 2:00 ~ 오후 4:00 (생방송), 매주 일요일 밤 10:00 ~ 밤 12:00 (재방송)  |
| cpbc FM   | 2019년 12월 8일 ~ 2020년 6월 28일   | 매주 일요일 밤 10:00 ~ 밤 12:00                                                       |
| cpbc FM   | 2020년 6월 29일 ~ 2020년 8월 16일   | 월~토요일 아침 6:05 ~ 아침 6:50, 일요일 아침 6:05 ~ 아침 7:00                         |
| cpbc FM   | 2020년 8월 17일 ~ 2021년 10월 17일  | 매일 새벽 1:00 ~ 새벽 1:45 (생방송), 매일 아침 6:05 ~ 아침 6:50 (재방송)              |